# Malakbel
Malakbel era uma divindade solar da região de Palmira, na Síria pré-islâmica. O significado de seu nome, em aramaico é "Mensageiro de Baal" ("Mensageiro ou Anjo do Senhor"). Os gregos o identificavam com Hermes e os romanos, com Sol Invicto. Similarmente, na Babilônia, era identificado com o deus solar Shamash. Malakbel vem acompanhado, normalmente, pela divindade lunar Aglibol e, algumas vezes, pela deusa Alilat.

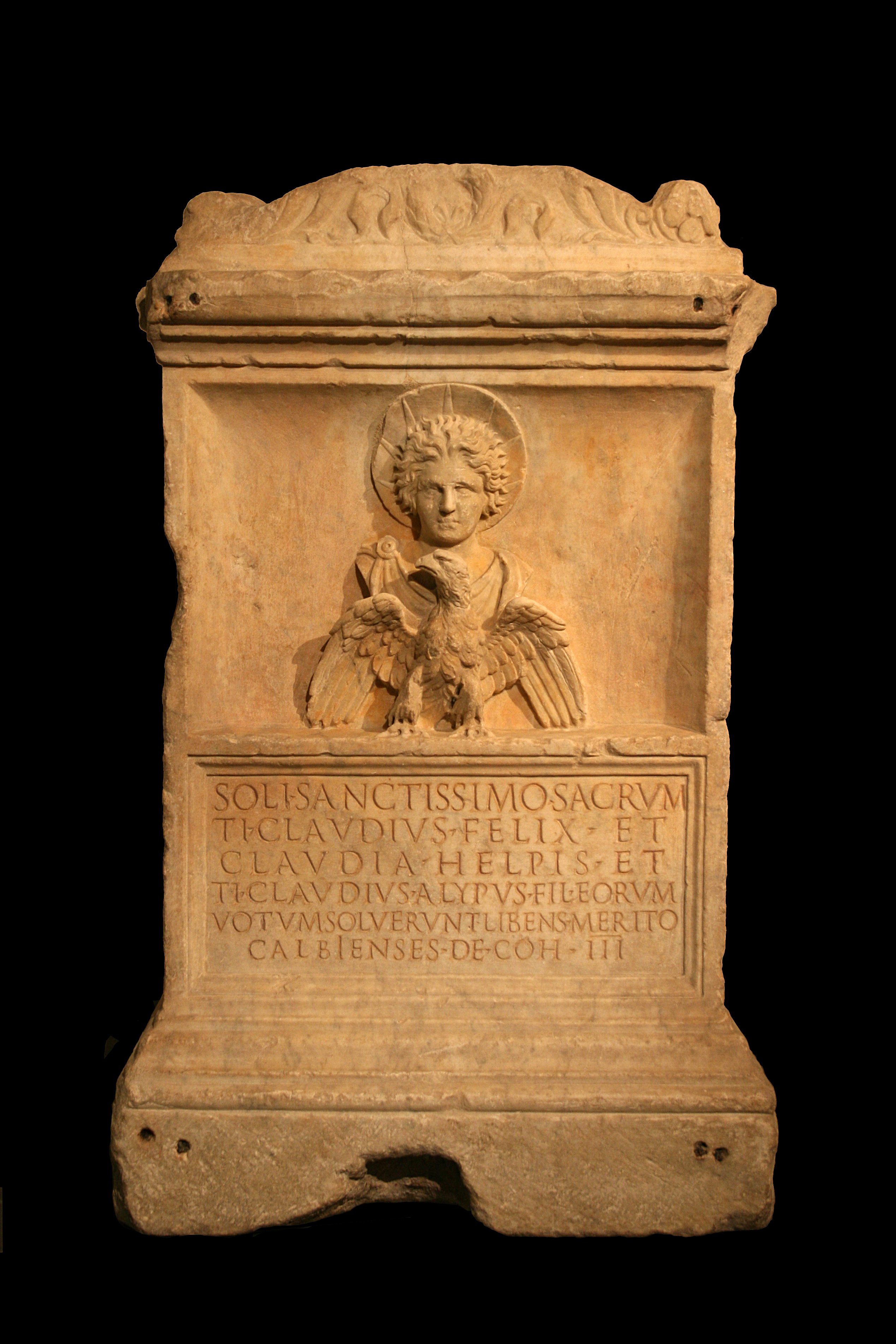
Altar dedicado ao deus Malakbel (Sol), os Museus Capitolinos em Roma.